# Secamone alpini
Secamone alpini là một loài thực vật có hoa trong họ La bố ma. Loài này được Schult. miêu tả khoa học đầu tiên năm 1820.

## Hình ảnh

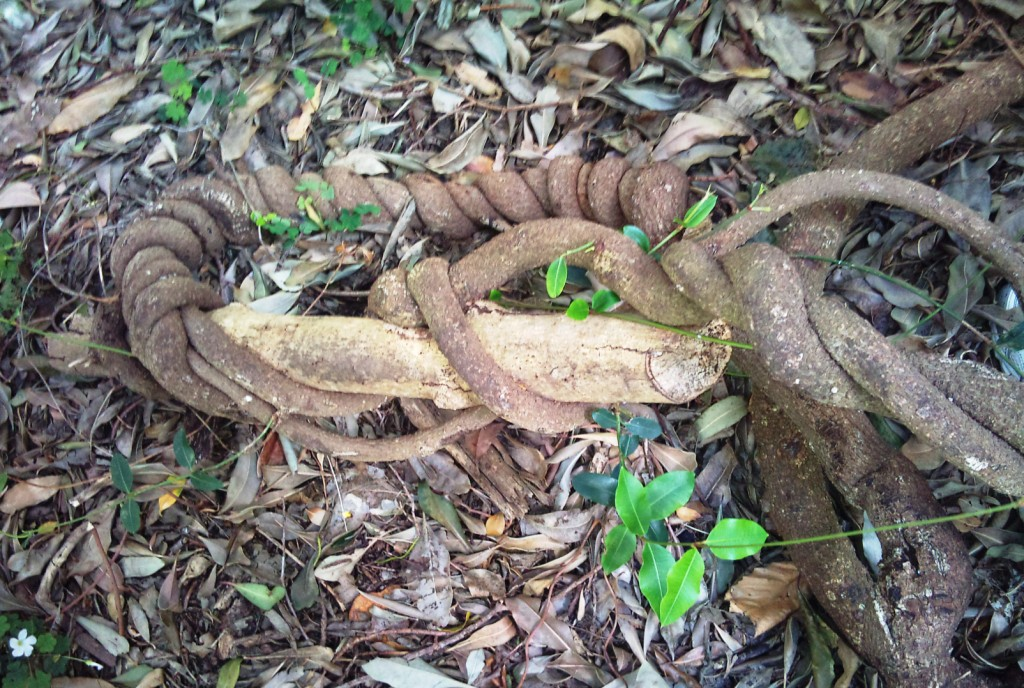
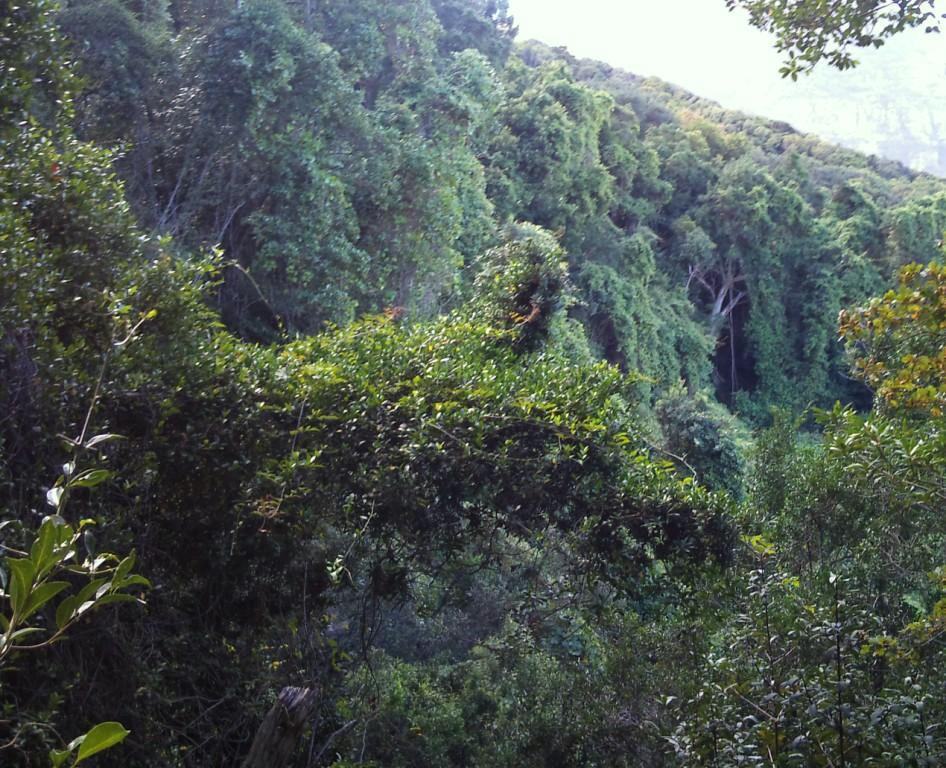
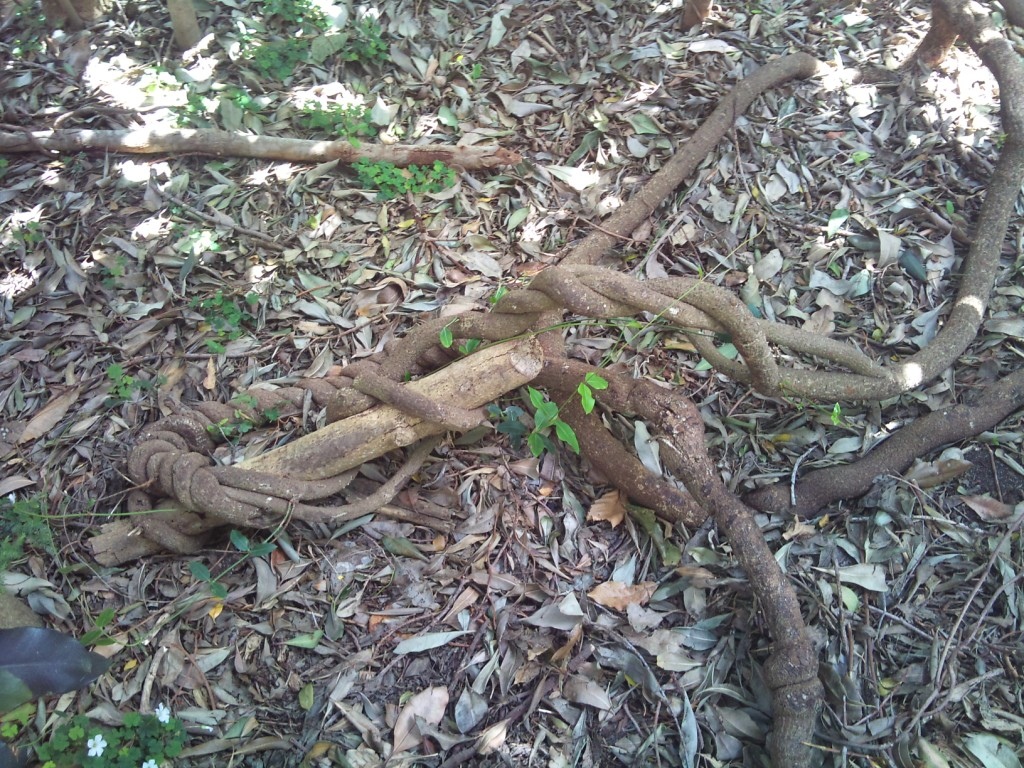